# Chanel Rion
 (octobre 2023).
Chanel Rion, née Chanel Dayn-Ryan le 28 avril 1990, est une animatrice de télévision, caricaturiste politique et autrice de livres pour enfants américaine. Elle était auparavant correspondante en chef à la Maison Blanche pour One America News Network (OAN), une chaîne câblée américaine d'extrême droite. Elle est connue pour promouvoir des théories du complot,,,,,.

## Désinformation sur le COVID-19
En août 2020, relaie des affirmations infondées du groupe conspirationniste QAnon selon lesquelles les fermetures liées à la pandémie augmentaient le trafic d'êtres humains.